# 詹姆斯·哈特·斯特恩
詹姆斯·哈特·斯特恩（James Hart Stern，1964年6月13日—2019年10月11日）是一名加利福尼亚洛杉矶的非裔浸礼会牧师。

## 生平
1964年生于洛杉矶。十几岁时，在牧师Frederick Douglas Ferrell的指导下，成为一名浸礼会牧师 。
1986年被任命为神职人员。通过他的牧师工作，斯特恩开始和当地的黑帮组织产生联络，以沟通减少暴力。1992年洛杉矶暴动后，斯特恩组织了和当地团伙、商会间的会议，缓和了引发骚乱的种族紧张关系。
2007年，斯特恩卷入了一起电信欺诈案，他签署了一份25年有期徒刑的认罪协议。2011年11月获释。
2019年2月28日，据美联社报道，斯特恩于1月取代Jeff Schoep成为国家社会主义运动(National Socialist Movement)领导人。该组织以白人民族主义/白人至上为宗旨。
2019年10月11日，癌症去世于家中，55岁。